# Saint-Ail
Saint-Ail – miejscowość i gmina we Francji, w regionie Grand Est, w departamencie Meurthe i Mozela.
Według danych na rok 1990 gminę zamieszkiwało 315 osób, a gęstość zaludnienia wynosiła 43 osób/km² (wśród 2335 gmin Lotaryngii Saint-Ail plasuje się na 735. miejscu pod względem liczby ludności, natomiast pod względem powierzchni na miejscu 805.).